# 清須市立西枇杷島小学校
清須市立西枇杷島小学校（きよすしりつにしびわじましょうがっこう）は、愛知県清須市西枇杷島町にある公立小学校。

## 沿革
西枇杷島小学校は1906年（明治39年）を開校年としている。2006年（平成18年）に開校100周年を迎え、同年11月25日に西枇杷島小学校開校100周年記念式典を行った。1906年（明治39年）は西枇杷島尋常小学校に高等科を設置し、西枇杷島尋常高等小学校に改称した年である。
- 1874年（明治7年）3月 - 清成学校が開校。
- 1876年（明治9年）8月 - 二本松学校に改称する。
- 1889年（明治22年）10月1日 - 下小田井村、小場塚新田村が合併し、西春日井郡西枇杷島町が発足。
- 1890年（明治23年）10月 - 二本松尋常小学校に改称する。
- 1906年（明治39年）12月 - 高等科を設置する。同時に西枇杷島尋常高等小学校に改称する。
- 1908年（明治41年）4月 - 下小田井尋常小学校を統合する。
- 1915年（大正4年）7月 - 現在地に校舎が完成し、移転する。
- 1935年（昭和10年）4月 - 青年学校を併設する。
- 1941年（昭和16年）4月1日 - 西枇杷島国民学校に改称する。
- 1944年（昭和19年）4月 - 清洲町、西枇杷島町、新川町、春日村の青年学校を統合し、四町村組合立西部青年学校となる。西部青年学校校舎は現在の清洲公園に新築する。
- 1947年（昭和22年）4月1日 - 西枇杷島町立西枇杷島小学校に改称する。
- 1952年（昭和27年） - 校舎（木造2階建）を新築する。
- 1953年（昭和28年） - 礼法堂（木造平屋建）が完成する。
- 1954年（昭和29年） - 校舎（特別教室・木造2階建）を増築する。
- 1958年（昭和33年） -
  - 3月 - 新校舎（北館・鉄筋コンクリート造2階建）が完成する。
  - 8月 - 北館を増築する。
- 1962年（昭和37年）4月7日 - 本館（鉄筋コンクリート造3階建）が完成する。
- 1968年（昭和43年）1月 - 北館を2階建から3階建に改築する。
- 1975年（昭和50年）4月 - 西枇杷島町立古城小学校を分離する。
- 1979年（昭和54年）10月 - 体育館が完成する。
- 1987年（昭和62年）3月 - 南館（鉄筋コンクリート造3階建）が完成する。
- 2005年（平成17年）7月7日 - 西春日井郡西枇杷島町、清洲町、新川町が合併し、清須市が発足。同時に清須市立西枇杷島小学校に改称する。
- 2006年（平成18年）11月25日 - 西枇杷島小学校開校100周年記念式典を行う。

## 学区
校区は下新、片町、十軒裏、橋詰、問屋、南問屋、押花、泉、砂入、下砂入、住吉、日の出1丁目、大黒、弁天、末広、恵比寿、二見、旭、芳野、小野田、川口、東六軒、西六軒、南六軒、大野、南松原、辰新田、西笹子原、東笹子原、北二ツ杁、南二ツ杁、宮前、小場塚、養和、五畝割、七畝割、替地、芝野新田、子新田、枇杷島駅前東1丁目、地領（一部）である。公立中学校に進学する場合の進学先は清須市立西枇杷島中学校。

## 交通アクセス
- JR東海東海道本線枇杷島駅下車、徒歩約8分。
- 名鉄名古屋本線西枇杷島駅下車、徒歩約8分。

## 周辺施設
- 清須市市役所
- 西枇杷島警察署
- 清須市立西枇杷島中学校
- 東海道本線枇杷島駅
- 名鉄名古屋本線西枇杷島駅、二ツ杁駅
- 名鉄犬山線下小田井駅
- ヤマナカ西枇フランテ館